# Mariä Opferung (Birrekoven)

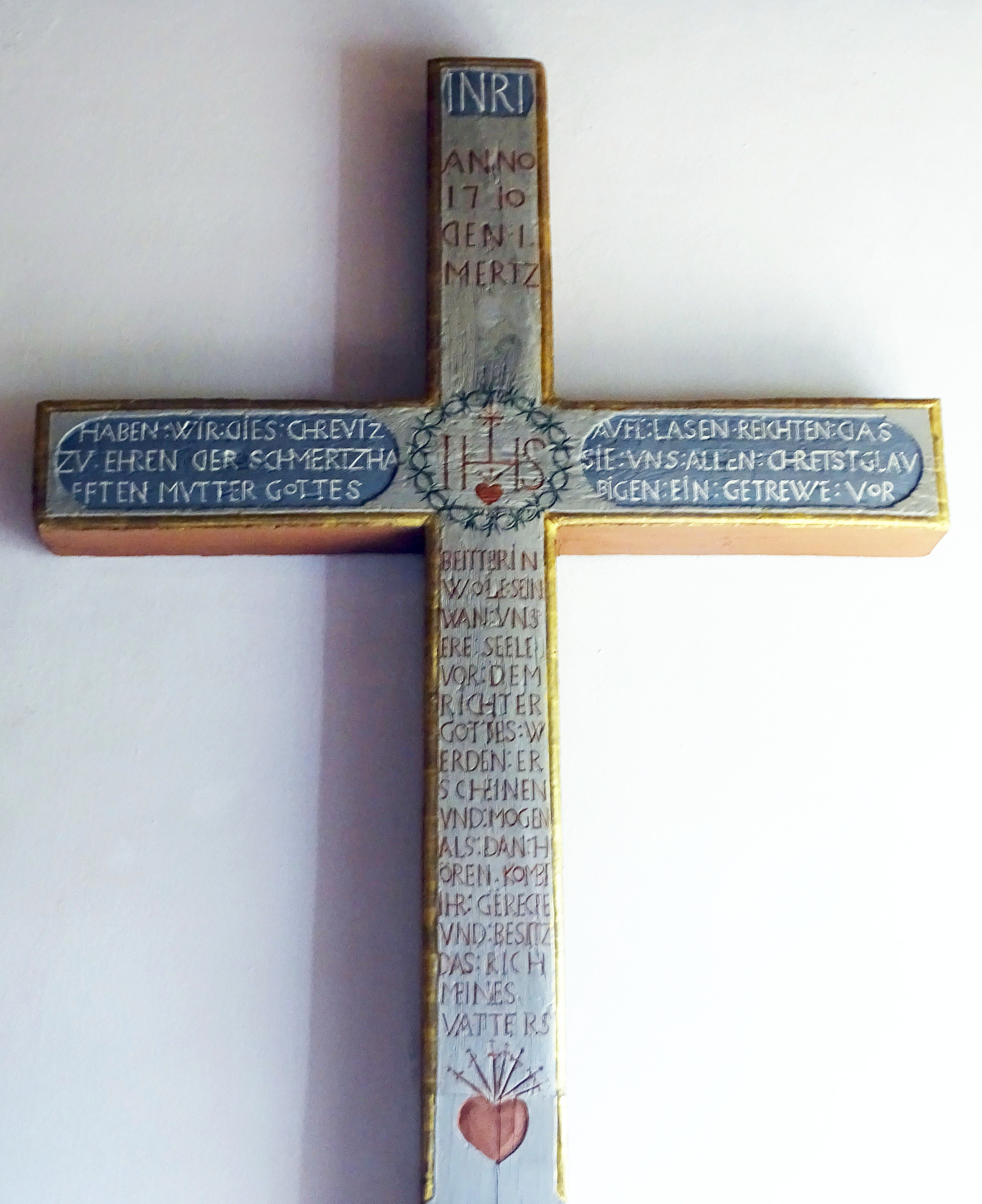
Holzkreuz hinter dem Altar

Mariä Opferung, auch Birrekovener Kapelle, Marienkapelle oder Mutter-Gottes-Kapelle ist eine katholische Kapelle im Ortsteil Birrekoven der Gemeinde Alfter im nordrhein-westfälischen Rhein-Sieg-Kreis. Das Patrozinium Mariä Opferung wird am 21. November gefeiert.
Die Grundsteinlegung des heutigen Bauwerks erfolgte am 14. August 1955,:10 die Benediktion am 24. November 1956 zum Patronatsfest.:11

## Geschichte

### Das Votivkreuz
Zu Beginn des 18. Jahrhunderts wütete in Alfter die Pest. Die Birrekovener hatten gelobt, wenn sie von der in Alfter herrschenden Pest verschont blieben, aus Dankbarkeit ein prachtvoll gestaltetes Kreuz aufzurichten. Am 1. März 1710 errichteten sie in Birrekoven das „Chreutz zu Ehren der schmerzhaften Mutter Gottes“.:41 Dort traf man sich im Freien, um Andachten zu halten. Das Kreuz hat abgeflachte Balkenenden, auf dem Kreuz findet sich die Inschrift:
INRI ANNO 1710 DEN:1.MERTZ HABEN:WIR:DIES:CHREVTZ ZV EHREN DER SCHMERTZHAFFTEN MVTTER GOTTES

AVFE:LASEN:REICHTEN:DAS SIE:VNS:ALLEN:CHRETSTGLAVBIGEN:EIN:GETREWE:VOR

BEITTERIN WOLE:SEIN WAN:VNSERE SEELE VOR:DEM RICHTER GOTTES:WERDEN:ERSCHEINEN

VND MOGEN ALS:DAN:HÖREN:KOMBT IHR GERECHTE VND:BESITZ DAS:RICH MEINES VATTERS

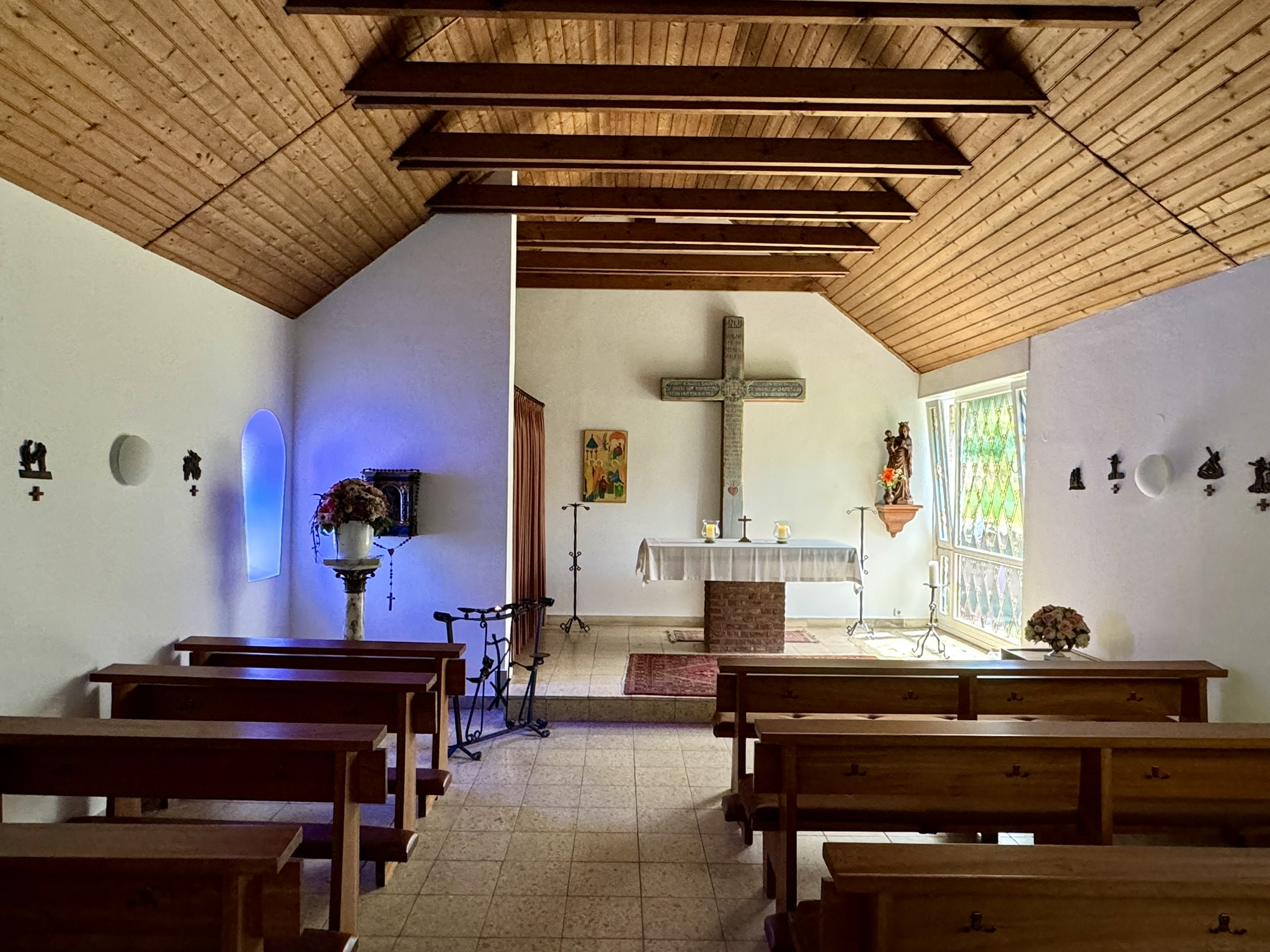

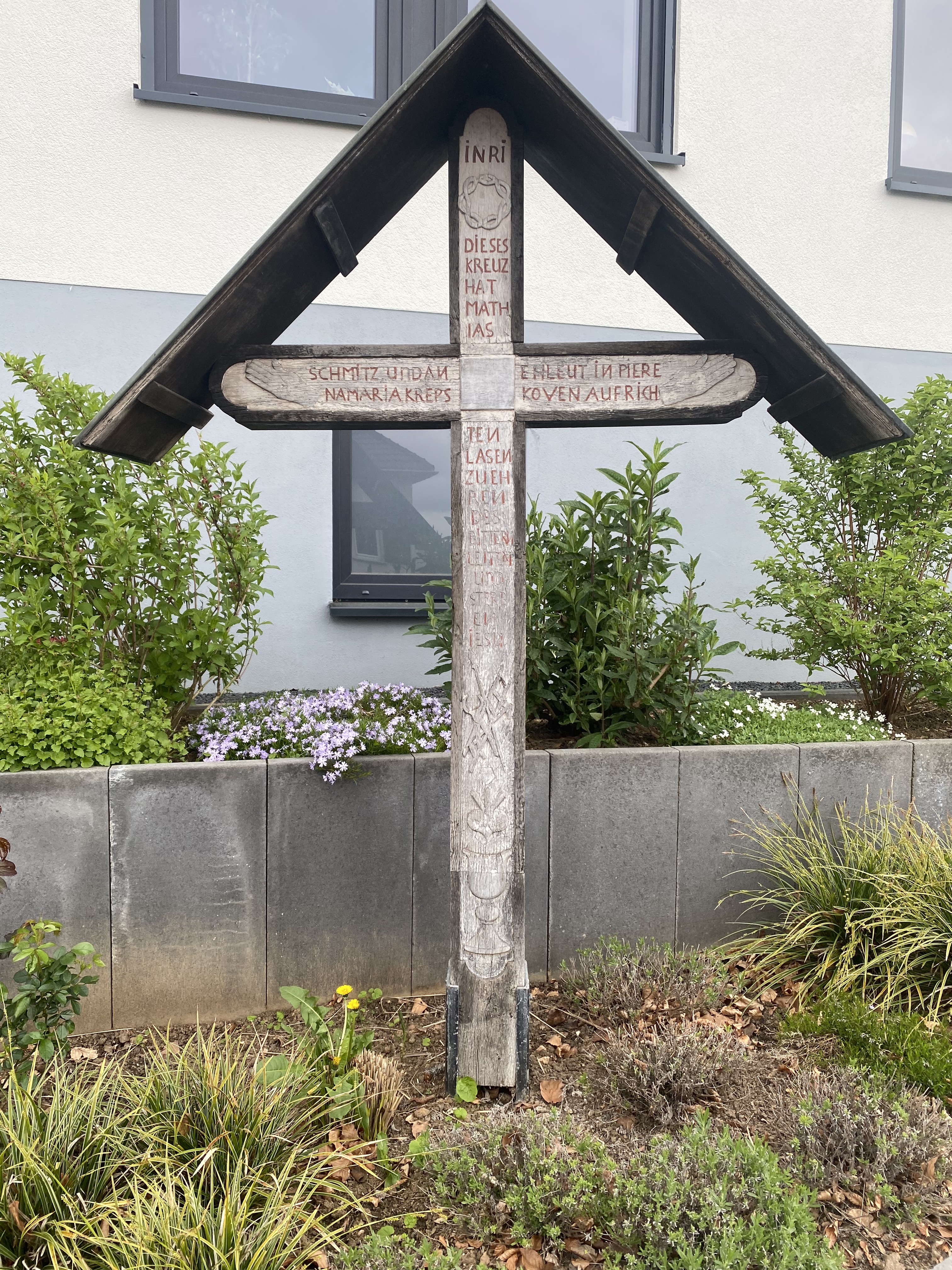
Wegekreuz vor Nr. 46

Das Kreuz steht in der heutigen Kapelle hinter dem Altar, in den Vorgängerbauten fand es keinen Platz, sondern stand außerhalb.
Ein ähnliches Kreuz stand beim Gehöft Vianden. Beim Ausbau der Straße Birrekoven wurde es an die äußere Ecke des Grundstücks versetzt und steht somit heute auf der anderen Straßenseite in Höhe der Hausnummer 46. Über die genaue Datierung ist nichts bekannt, es trägt die Inschrift:
INRI DIESES KREUZ HAT MATHIAS SCHMITZ UND ANNA MARIA KREPS EHELEUT IN PIEREKOVEN

AUFRICHTEN LASEN ZU EHREN DES BITTEREN LEITEN UND STERBEN IESU

### Erste Kapelle
Im Jahre 1713 wurde der Wunsch der Bewohner statt des Kreuzes eine Kapelle zu erhalten, unter Pfarrer Schäfer verwirklicht. Die Kapelle entstand in Holzfachwerkbauweise mit dem Patronat „Mariä Opferung“ als gemeinsamer Gebetsraum und aus Dankbarkeit für die Verschonung von der Pest. In einer alten Überlieferung hatte der Bau von 1713 bereits ein Heiligenhaus als Vorgänger.:6 Generalvikar Johann Arnold de Reux erteilte Vikar Werner Werber von Gielsdorf die Erlaubnis, in dem Kapellchen die heilige Messe zu lesen. Für die Beleuchtung der Kapelle stiftete Anna Junkersdorf im Jahr 1720 100 Taler.:7

### Zweite Kapelle
Im Jahre 1876 wurde die alte Kapelle durch einen Neubau ersetzt. Dieser war aus Stein gebaut, es dauerte jedoch bis zum Jahr 1913, dass dem Alfterer Pfarrer Karl Unkel die Erlaubnis erteilt wurde, die heilige Messe zu lesen. Die Kapelle entsprach damals den Bedürfnissen der 90 Birrekovener Einwohner, wurde dann aber im Laufe der Jahre für die wachsende Bevölkerung zu klein.:7 Im Jahre 1954 gründete sich deshalb der „Kapellenbauverein“.:41

### Dritte Kapelle

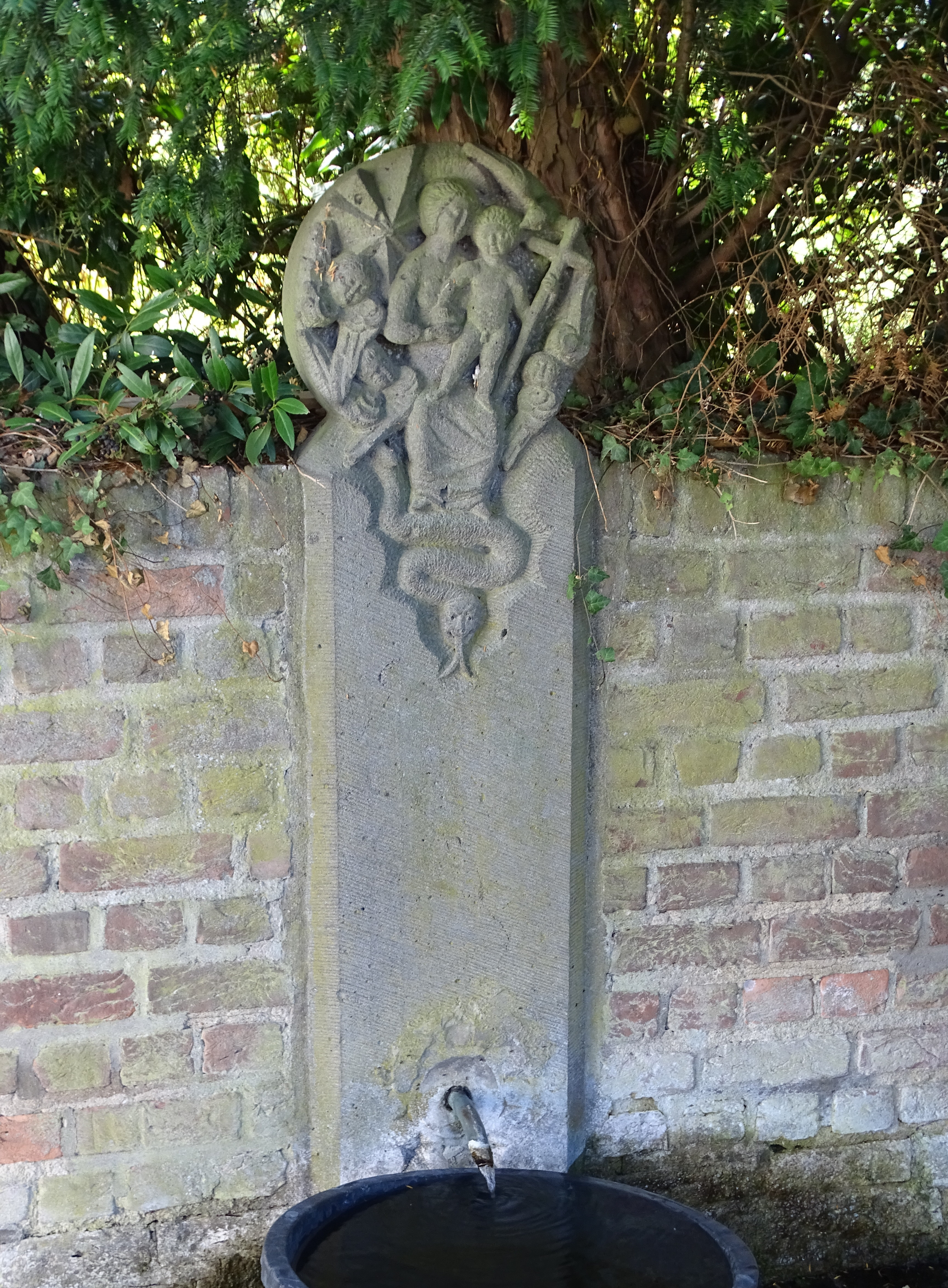
„Marienbrünnchen“

Auf Initiative des Kapellenbauvereins unter dem Vorsitz von Alfred Krupp wurde eine neue Kapelle geplant, bei der die Anzahl der Sitzplätze von 12 auf 50 erhöht wurde. Der Entwurf einer architektonisch schlichten Kapelle wurde von Baurat Wilhelm Schlombs von der Dombauverwaltung Köln beigesteuert. Für Planerstellung und Bauleitung wurde der Architekt Egon Winkens aus Bonn gewonnen. Die Finanzierung des aus Bims gemauerten Bauwerks in Höhe von 15.000 DM stellte der Kapellenbauverein über Mitgliedsbeiträge und Spenden sicher.:10
Zur Benediktion der Birrekovener Kapelle am 24. November 1956 erschienen viele Gläubige aus Birrekoven und Alfter, darunter Fürst Franz-Joseph zu Salm-Reifferscheidt-Dyck (als stellv. Vorsitzender des Kirchenvorstands) und Bürgermeister Johann Kreuzberg. Sie zogen am Patronatsfest „Mariä Opferung“ in einer Prozession zur fertig gestellten Kapelle. Diese wurde von Kaplan Erwin Duster feierlich benediziert. Die Birrekovener sind bis heute nicht nur stolz auf „ihr“ Gotteshaus, sie besuchen es auch regelmäßig zum Gebet, pflegen es und halten es in Ehren.:11
1968 gefährdeten Wasserschäden durch Wasserquellen an der Westmauer das Mauerwerk und wurden mit einem Aufwand von 15.000 DM beseitigt. Eine Quelle wurde gefasst und dazu für 3.000 DM ein neues Marienbrünnchen nach einem Entwurf des Kölner Architekten Wilhelm Jungherz aus Porphyrstein errichtet.:18
1976 wurde ein Kreuzweg für die Kapelle mit künstlerisch wertvollen Bronze-Reliefs aus Spenden der Kapellengemeinschaft angeschafft.:25
Am 2. März 2006 beschloss der Kirchenvorstand, einige Fenster in der Birrekovener Kapelle zu erneuern. Die gesamten Kosten von 2.900 EUR übernahm die Jagdgenossenschaft After.:7
Das 50-jährige Jubiläum der Benediktion der Birrekovener Kapelle vom 24. November 1956 wurde am 18. November 2006 mit einer hl. Messe am Patronatsfest „Maria Opferung“ mit großer Beteiligung der Birrekovener Bevölkerung festlich begangen. Bereits im September hatte bei gutem Wetter ein Jubiläums-Kapellenfest im Umkreis der Kapelle stattgefunden.:8
Das Jubiläum 300 Jahre Birrekovener Kapelle (eigentlich 300 Jahre Pestkreuz) wurde im März 2010 mit einer heiligen Messe und anschließendem Umtrunk gefeiert.:41

## Sonstiges

### Namen
Die Kapelle trägt den Weihetitel Mariä Opferung, daher ist dies der offizielle Name. Häufig wird sie aufgrund ihrer Lage in Birrekoven auch als Birrekovener Kapelle oder Kapelle Birrekoven bezeichnet. Da das Votivkreuz zu Ehren der schmerzhaften Mutter Gottes errichtet wurde, wird im Ort gelegentlich auch von der Mutter-Gottes-Kapelle gesprochen.:7 Die Gemeinde hat hinter der Kapelle eine neue Straße gebaut, diese trägt den Namen An der Marienkapelle.

### Tradition
- Am Patronatsfest Mariä Opferung wird jedes Jahr die hl. (Kirmes-)Messe gefeiert.
- Die Pfarrgemeinde Alfter geht am Karfreitag den Kreuzweg und am Tag vor Christi Himmelfahrt mit der Bittprozession nach Birrekoven.